# Oxydesmus falcatus
Oxydesmus falcatus är en mångfotingart som beskrevs av Carl Graf Attems 1929. Oxydesmus falcatus ingår i släktet Oxydesmus och familjen Oxydesmidae. Inga underarter finns listade i Catalogue of Life.